# Os palatí
L'os palatí és un os present en moltes espècies del regne animal, situat a la part posterior de la cavitat nasal, entre el maxil·lar superior i el procés pterigoides de l'esfenoides.